# Shchastia
Shchastia (em ucraniano:  Ща́стя; em russo:  Сча́стье)  é uma cidade da Ucrânia, situada no Oblast de Luhansk. Tem 1,11 km² de área e sua população em 2020 foi estimada em 11.743 habitantes.